# Giải vô địch bóng đá nữ Nam Mỹ 1995
Giải vô địch bóng đá nữ Nam Mỹ 1995 (Campeonato Sudamericano de Fútbol Femenino 1995) diễn ra tại Uberlândia, Brasil từ 8 tháng 1 tới 22 tháng 1 năm 1995. Đây là lần thứ hai Giải vô địch bóng đá nữ Nam Mỹ được tổ chức nhằm chọn ra đại diện duy nhất của khu vực Nam Mỹ tham dự Giải vô địch bóng đá nữ thế giới 1995.

## Vòng bảng
| Đội       | Đ  | Tr | T | H | B | BT | BB |
| --------- | -- | -- | - | - | - | -- | -- |
| Brasil    | 12 | 4  | 4 | 0 | 0 | 42 | 1  |
| Argentina | 9  | 4  | 3 | 0 | 1 | 18 | 9  |
| Chile     | 4  | 4  | 1 | 1 | 2 | 14 | 9  |
| Ecuador   | 4  | 4  | 1 | 1 | 2 | 9  | 21 |
| Bolivia   | 0  | 4  | 0 | 0 | 4 | 1  | 44 |

| Brasil | 13–0 | Ecuador |
| ------ | ---- | ------- |
|        |      |         |

| Chile | 11–0 | Bolivia |
| ----- | ---- | ------- |
|       |      |         |

| Brasil | 6–1 | Chile |
| ------ | --- | ----- |
|        |     |       |

| Argentina | 5–1 | Ecuador |
| --------- | --- | ------- |
|           |     |         |

| Argentina | 12–0 | Bolivia |
| --------- | ---- | ------- |
|           |      |         |

| Chile | 2–2 | Ecuador |
| ----- | --- | ------- |
|       |     |         |

| Brasil | 8–0 | Argentina |
| ------ | --- | --------- |
|        |     |           |

| Ecuador | 6–1 | Bolivia |
| ------- | --- | ------- |
|         |     |         |

| Brasil | 15–0 | Bolivia |
| ------ | ---- | ------- |
|        |      |         |

| Argentina | 1–0 | Chile |
| --------- | --- | ----- |
|           |     |       |

## Chung kết
| Brasil | 2–0 | Argentina |
| ------ | --- | --------- |
|        |     |           |